# Perfstausee
Der Perfstausee, auch Hochwasserrückhaltebecken Breidenstein/Perf genannt, zwischen Breidenbach und Breidenstein ist ein Hochwasserrückhaltebecken im hessischen Landkreis Marburg-Biedenkopf. Betreiber ist der Kreisausschuss des Landkreises bzw. der Wasserverband „Oberes Lahngebiet“. Die Talsperre, bestehend aus Haupt- und Vorsperre, dient hauptsächlich dem Hochwasserschutz für Perf und Lahn und entlastet somit auch den Rhein.
Das Einzugsgebiet des 18 ha großen Stausees ist 112,5 km² groß.

## Geographische Lage
Der Perfstausee liegt im Norden des Gladenbacher Berglands. Er breitet sich zwischen dem Kernort der Gemeinde Breidenbach und dem Biedenkopfer Ortsteil Breidenstein am Unterlauf der Perf, einem rechtsseitigen Zufluss der Lahn aus. Die der Hauptsperre südlich vorgelagerte Vorsperre liegt im Naturschutzgebiet Im Wehr bei Breidenstein (CDDA-Nr. 163891; 1990 ausgewiesen; 14,17 ha groß).
Westlich vorbei am Stausee verläuft im Abschnitt zwischen Breidenbach und Breidenstein die Bundesstraße 253. Von ihr zweigt etwas westlich vom Einlauf der Perf in die Vorsperre die Kreisstraße 108, die westwärts zum Breidenbacher Ortsteil Wiesenbach führt. Parallel zur B 253 verläuft die Trasse der stillgelegten Scheldetalbahn.

## Geschichte

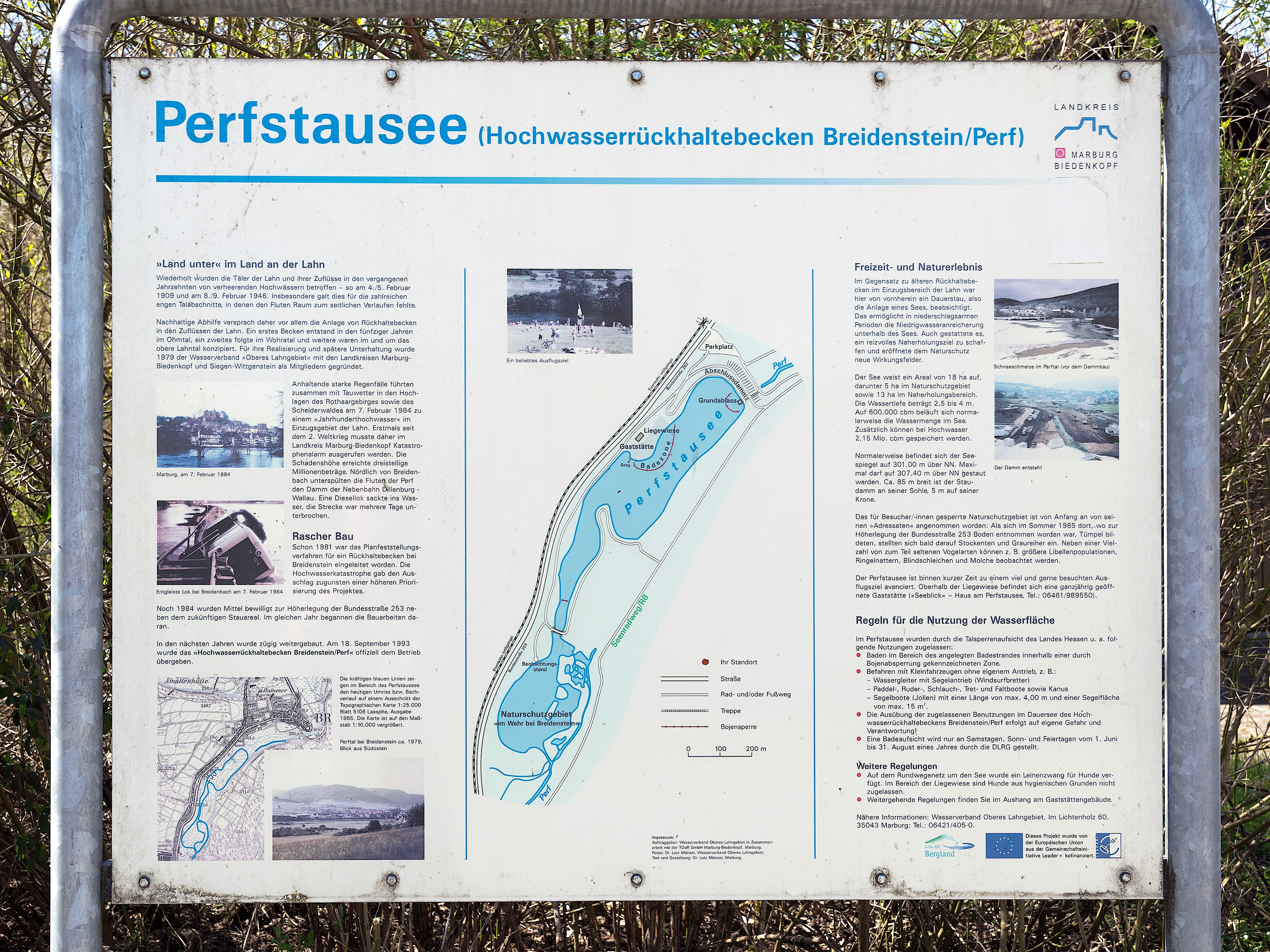
Infotafel über die Geschichte des Perfstausees

Die Lahn hatte schon immer mit starken Schwankungen des Wasserstandes zu kämpfen und so kamen schon in der Nachkriegszeit Planungen für ein Rückhaltebecken an der Lahn nahe Bad Laasphe auf, welche sich aber als nicht umsetzbar erwiesen. Deshalb setzte man seit Mitte der siebziger Jahre auf den Bau mehrerer kleiner Rückhaltebecken an den Zuflüssen der Lahn.
Während intensiven, andauernden Niederschlägen im Rothaargebirge und seiner Umgebung vom 4. bis in die Nacht zum 7. Februar 1984 stieg die Wasserführung der Lahn und ihrer Zuflüsse so extrem an, dass Katastrophenalarm ausgerufen werden musste. Südlich des heutigen Perfstausees unterspülten die Fluten der Perf den Damm der heute stillgelegten Scheldetalbahn und eine Diesellok fiel ins Wasser (siehe Abschnitt „Unglück beim Perfhochwasser 1984“ im Artikel „Scheldetalbahn“) 
Schon 1981 hatte man das Planfeststellungsverfahren für ein Hochwasserrückhaltebecken im Perftal bei Breidenstein gestartet, sodass unter Eindruck der Katastrophe 1984 schon im selben Jahr mit dem Bau begonnen werden konnte. Der Bau umfasste das Höherlegen der parallel verlaufenden Bundesstraße 253 sowie das Aufschütten eines Staudammes und das Anlegen des eigentlichen Stausees. Am 18. September 1993 wurde das Hochwasserrückhaltebecken Breidenstein/Perf offiziell in Betrieb genommen.
Zum 30-jährigen Jubiläum fand am 27. August 2023 ein Seefest mit Vereinen und Institutionen aus der Region statt.

## Staudamm und Wasserkraft
Der Staudamm wurde von 1984 bis 1993 aufgeschüttet und 1995 in Betrieb genommen. Er ist an seiner Krone 5 m und an der Sohle 85 m breit. Der das Nordostende des Stausees halbkreisartig umschließende Damm ist etwa 500 m lang.
Seit dem 15. Dezember 2011 läuft am Perfstausee eine Wasserkraftanlage mit einer Kaplan-Turbine. Sie erzeugt Strom für die Biedenkopfer Stadtwerke.

## Stausee

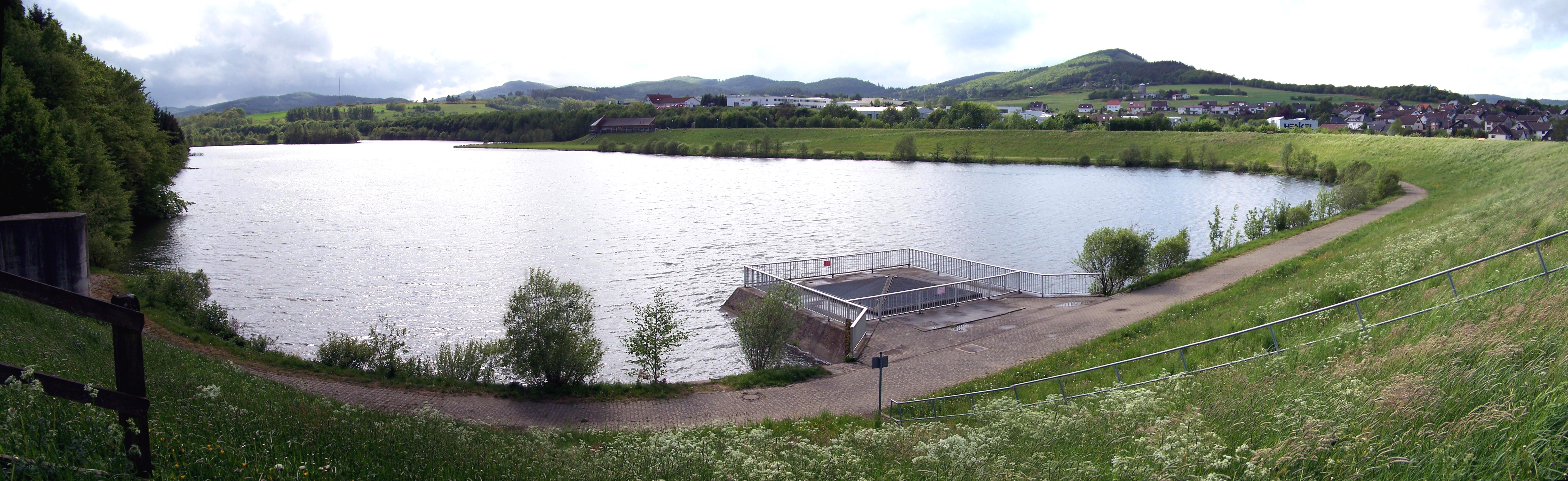
Hauptsperre des Perfstausees; rechts Breidenstein

Der Stausee speist sich aus der Perf mit ihren Nebengewässern und besitzt normalerweise ein Speichervolumen von 600.000 m³. Der See kann im Hochwasserfall eine Fläche von maximal etwa 18 ha bedecken; dann liegt sein Wasserspiegel 307,4 m ü. NHN, und der Seeinhalt würde sich dann auf 2,215 Mio. m³ belaufen.
Im Dauerstau ist er rund 13 ha groß, und dann liegt sein Wasserspiegel auf 301 m ü. NHN – rund 4 m über der Talsohle des Damms. Seine durchschnittliche Abflussmenge beträgt rund 1.700 Liter/Sekunde. Bei Hochwasser kann das Staubecken bis zu 2,035 Millionen Kubikmeter aufnehmen. Die Wassertiefe der Hauptsperre steigt dann auf bis zu 10,40 m. Die Vorsperre hat Wassertiefen von bis zu 8 m.

## Freizeitmöglichkeiten

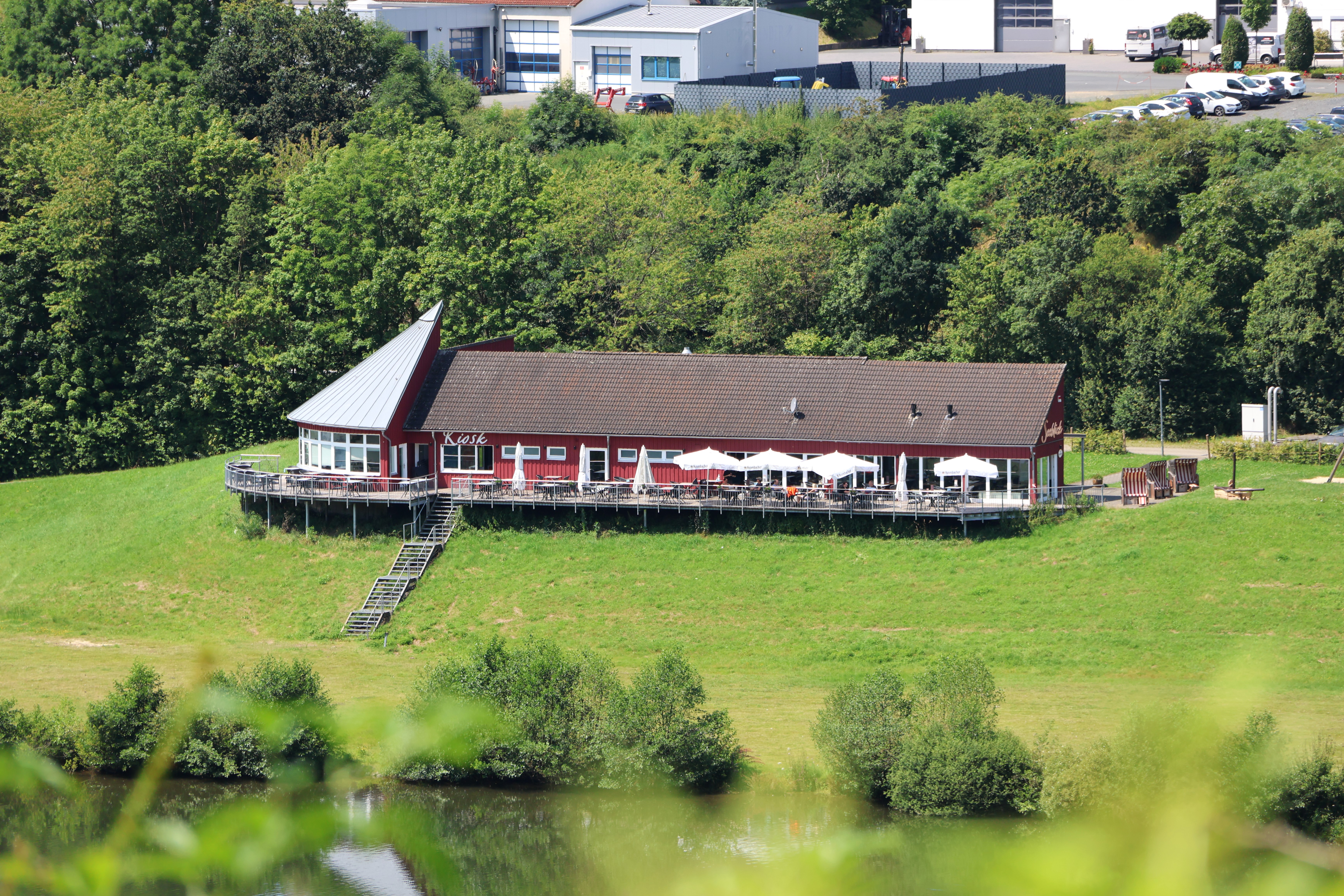
Das Restaurant „Seeblick“ am oberen Westufer

Im Jahr 2015 wurde die Wasserqualität des Sees von der Europäischen Umweltagentur als „mangelhaft“ beurteilt, sodass der See zum Baden vorerst geschlossen blieb. Grund war eine zu hohe Belastung durch Fäkalkeime. Von 2017 bis 2020 forschte ein Team der Hochschule Koblenz an den Ursachen der hohen Keimwerte im Wasser des Perfstausees und fand heraus, dass die Bakterien aus den 32 Regenüberläufen verschiedener Klärwerke oberhalb des Sees angespült werden. So ist der See außerhalb von Regenfällen in der Regel sehr sauber. Das Badeverbot auf Zeitabschnitte unmittelbar nach den Regenfällen zu beschränken, ist allerdings im Land Hessen rechtlich nicht möglich. Deshalb werden zunehmend andere Freizeitmöglichkeiten etabliert (siehe unten).
Weitere Probleme stellen eine Ausbreitung der Wasserpest sowie die Ansiedlung von Nil- und Kanadagänsen im Gebiet des Sees dar.
Am oberen Westufer befindet sich das Restaurant „Seeblick“, das auch über einen Kiosk verfügt. Seit 2022 ist unterhalb davon ein Beachvolleyballplatz, ein Discgolf-Korb und ein Kinderspielplatz vorhanden. Zudem ist das Befahren des Sees mit nicht motorbetriebenen Booten zulässig. Dazu können private Exemplare mitgebracht werden, außerdem gibt es einen Automaten für Stand-up-Paddel-Bretter und Kajaks, zudem stehen im Sommer Tretboote des Wassersportclubs Breidenstein zum Ausleihen bereit. Dafür wurde 2024 der Bootssteg unterhalb des Restaurants erneuert. Dieser verfügt jetzt über drei Ebenen, die je nach Wasserstand genutzt werden können.
Ein rund drei Kilometer langer Rundweg führt um den See herum. Dieser verfügt über zwei Brücken, eine davon überquert den Elsbach, die andere eine Engstelle des Sees. Beide Holzbrücken wurden im Frühsommer 2024 durch neue Metallkonstruktionen ersetzt. Von einem Beobachtungsstand aus kann die Vogelwelt im Naturschutzgebiet angesehen werden. Der See ist über den Seenradweg in das Radwegenetz des Lahn-Dill-Berglandes eingebunden. Der Radweg beginnt in Wallau am Bahnhaltepunkt der Oberen Lahntalbahn und führt über den Perfstausee zum Aartalsee. Für E-Bikes stehen Ladeplätze zur Verfügung. 
Im August 2024 fanden außerdem erstmals zwei Open-Air-Kino-Abende des Film- und Kinobüros Hessen und des Cineplex Marburg am See statt.